# 金指正三
金指 正三（かなさし しょうぞう、1914年〈大正3年〉6月14日 - 1989年4月24日）は、日本の歴史家。法学博士。法制史、海事慣習制度の研究者。

## 略歴
1914年6月14日、静岡県富士市に生まれる。静岡県立富士中学校、福岡高等学校文科丙類を卒業。1941年3月、東京帝国大学文学部国史学科卒業。1943年、同経済学部経済学科卒業。のち、同大学院経済学研究科修了。1962年、「江戸時代の海難救助制度の研究」により明治大学から法学博士の学位を取得。1952年、海上保安大学校教授。1973年4月から1975年4月まで教頭。1976年11月、海上保安大学校退官、名誉教授の称号を授与される。山陽女子短期大学教授、呉市立図書館長。1985年、山陽女子短期大学教授、呉市立図書館長を退職。
1969年10月、第1回住田海事奨励賞を受賞。

## 著作等
- 『近世日本に活動せる伊太利人』森北書店、1943年
- 『我が国に於ける星の信仰』森北書店、1943年
- 『受験日本史 : 実力完成』清水書院、1950年
- 『江戸時代における海難の研究』金指正三、1954年 (謄写版、千葉県立中央図書館所蔵)
- 『日本海難救助法制史』金指正三、1955年 (海上保安大学校図書館所蔵)
- 『日本海事慣習史』吉川弘文館、1967年 ISBN 4-642-07007-9
- 『近世海難救助制度の研究』吉川弘文館、1968年
- 『海上社会史話』成山堂書店、1971年
- 『近世風聞・耳の垢　進藤寿伯稿』金指正三 (校註)、青蛙房 (青蛙選書)、1972年
- 『西国坂東観音霊場記』金指正三 (校註)、青蛙房 (青蛙選書)、1973年 (内容：西国三十三所観音霊場記図会（厚誉春鶯著　底本：弘化2年刊本　金指正三蔵）　三十三所坂東観音霊場記（亮盛著　底本：明和8年刊本　京都大学蔵）
- 『星占い星祭り』青蛙房 (青蛙選書)、1974年
- 『呉の文化財』金指正三・楠見久・久保田利数 (共著)、呉市教育委員会、1976年 (1990年再版)
- 『写真集明治大正昭和呉 : ふるさとの想い出16』金指正三編著、国書刊行会、1978年
- 『図説呉の歴史』金指正三編著、国書刊行会、1981年
- 『呉散策』金指正三編、広島市・佐々木印刷出版事業部 (ふるさと散策シリーズ6)、1983年
- 『星占い星祭り（新装版）』吉川弘文館、2024年、ISBN 9784642016742

## 関連事項
- 壇ノ浦の戦い